# KDU-414

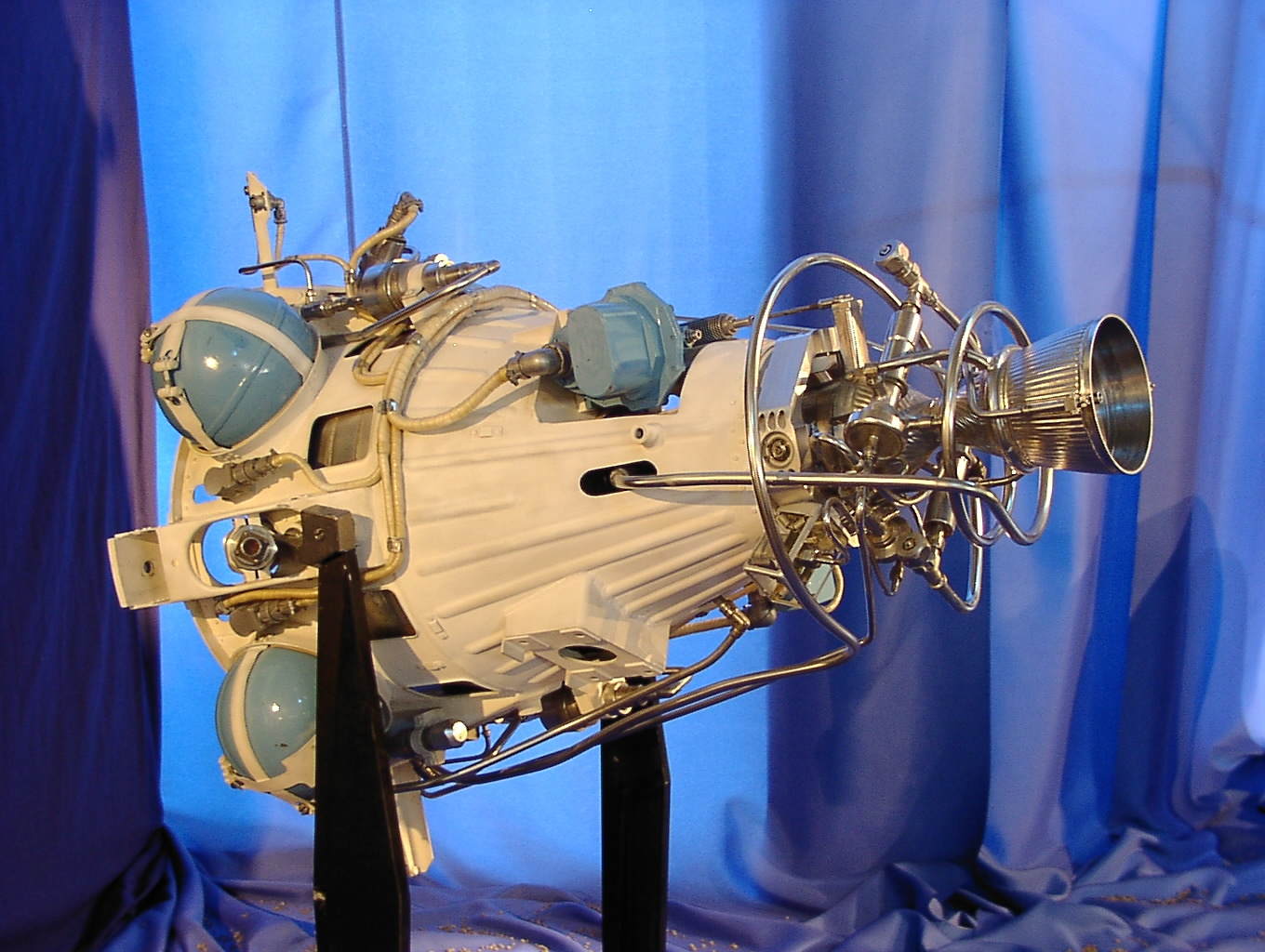
Um motor KDU-414.

O KDU-414, em russo: Корректирующая Двигательная Установка (КДУ-414) ou "Sistema de Propulsão Corretivo", designação GRAU 11D414, foi um motor usado em vários satélites e sondas espaciais soviéticas entre 1960 e o início da década de 80.
O nome em si, "Sistema de Propulsão Corretivo", já define que ele foi criado com a intenção específica de atuar na correção de trajetórias de satélites e sondas espaciais. O seu desenho consistia de um motor com uma única câmara de combustão e um corpo cônico com um tanque esférico dividido em duas partes, uma para o combustível (dimetil-hidrazina assimétrica) e outra para o oxidante (ácido nítrico). O motor podia se mover em dois planos através de um sistema de braços mecânicos no topo da câmara de combustão.

## Dados técnicos
- Peso sem combustível: 61 kg
- Comprimento: 1.000 mm
- Diâmetro: 700 mm
- Empuxo: 1,96 kN

## Utilização
Esse motor foi usado pelo satélite Molniya-1, e pelas sondas: Marte 1, Venera 1, Zond 2, Zond 3. 

## Imagens
- Um KDU-414 em corte
- Folheto sobre o KDU-414